# シャルル＝アンドレ・ヴァン・ロー
シャルル＝アンドレ・ヴァン・ロー（フランス語: Charles-André van Loo、フランス語発音: [ʃaʁləs.ɑ̃dʁe vɑ̃ lɔo]、1705年2月15日 - 1765年7月15日）、またはカルル・ヴァン・ロー（Carle van Loo）は、フランス王国の画家。ヤコブ・ヴァン・ローの孫、ルイ＝アブラム・ヴァン・ローの息子、ジャン＝バティスト・ヴァン・ローの弟。ネーデルラント連邦共和国出身の画家家族ヴァン・ロー家のうち最も有名な人物である。作品は宗教画、歴史画、神話画、肖像画、寓意像、風俗画などと多岐にわたる。

## 生涯

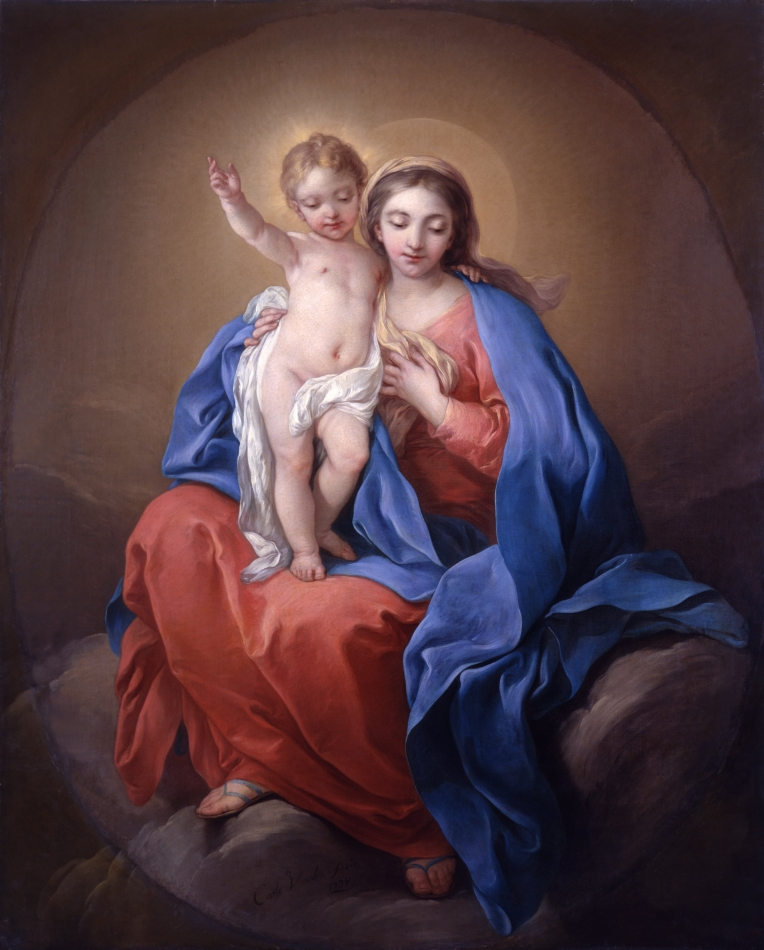
処女マリア、1738年作。

ニース（当時はサヴォイア公国領）で生まれた。兄のジャン＝バティストとともにトリノに向かった後、1712年にローマに移り、画家のベネデット・ルティと彫刻家の小ピエール・ル・グロの下で学んだ。1723年にイタリアから離れると、パリで働き、アカデミー・ロワイヤルで学び、1727年に歴史画ではじめて賞を獲得した（以降のライバルとなるフランソワ・ブーシェも同時に受賞した）。
1727年に再びトリノを訪れた後、サルデーニャ王ヴィットーリオ・アメデーオ2世に雇われ、そこでトルクァート・タッソを題材とした絵画をいくつか描いた。1734年にパリに移住、翌1735年には王立絵画彫刻アカデミーのメンバーになり、その後も素早く出世を遂げた。ポンパドゥール夫人らフランス宮廷はヴァン・ローのパトロンになった。1762年、聖ミシェル勲章を授与され、国王の筆頭画家に任命された。彼は宮廷画家として最も成功したが、肖像画と歴史画でも全ヨーロッパで大成功を収めた。1765年7月15日、パリで死去した。

## 評価
絵画のスタイルのシンプルさとデザインの正しさ、およびイタリアの偉大な画家から学んだことで、ヴァン・ローはフランスの絵画界を「浄化」するのに大きく貢献した。しかし、後に彼の作品に対して行われた惜しみのない賞賛は現代では過大評価とされる。彼のパトロンには宮廷の人物、ゴブラン工場、教会などが含まれる。死後の数世紀間、ヴァン・ローに対する評論における名声は下がったが、彼の能力は立派であり、作品の質とバラエティは尊敬に値する。彼の処女の結婚はルーヴル宮殿に所蔵されている。

## ギャラリー

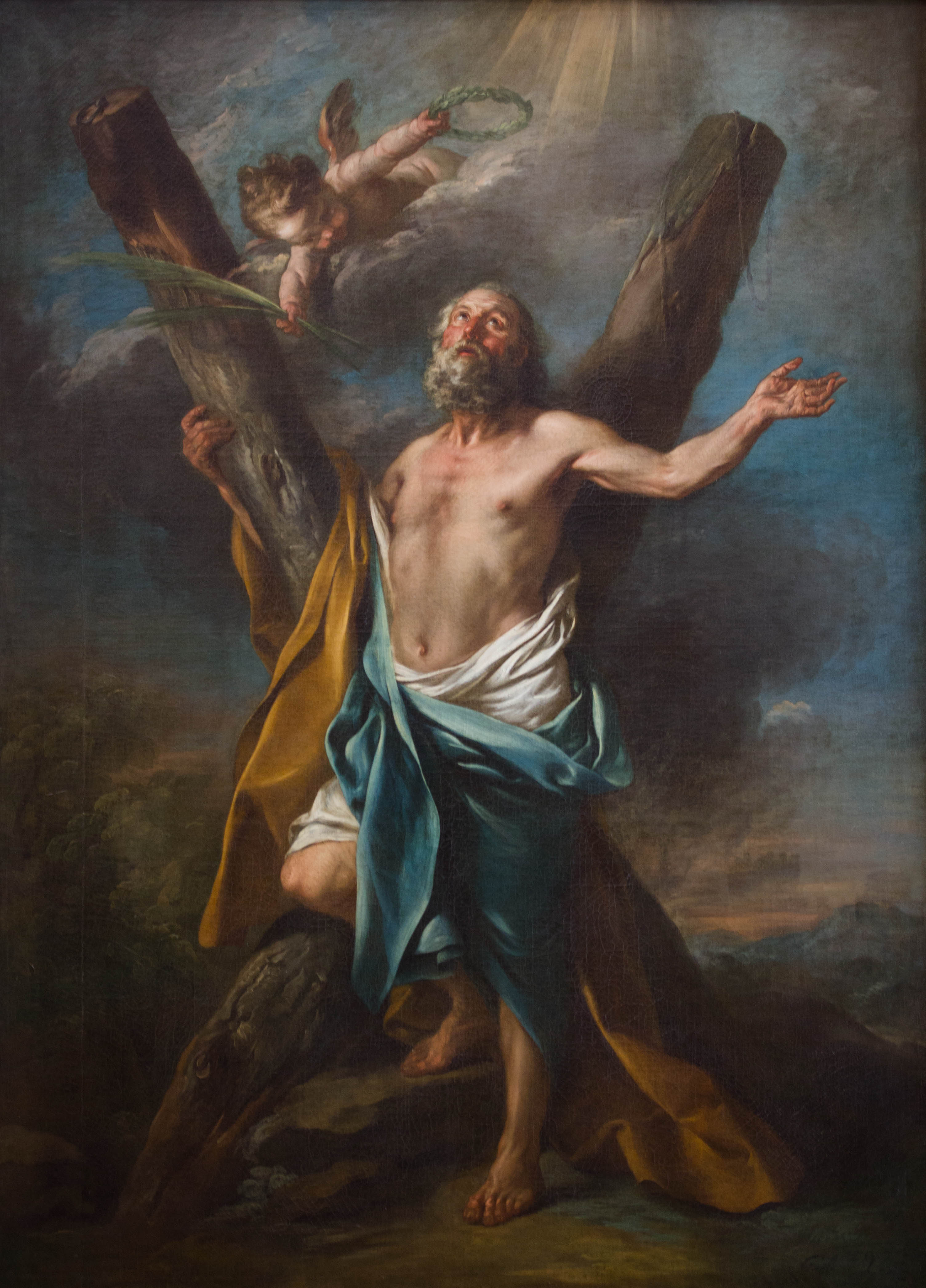
聖アンドレ
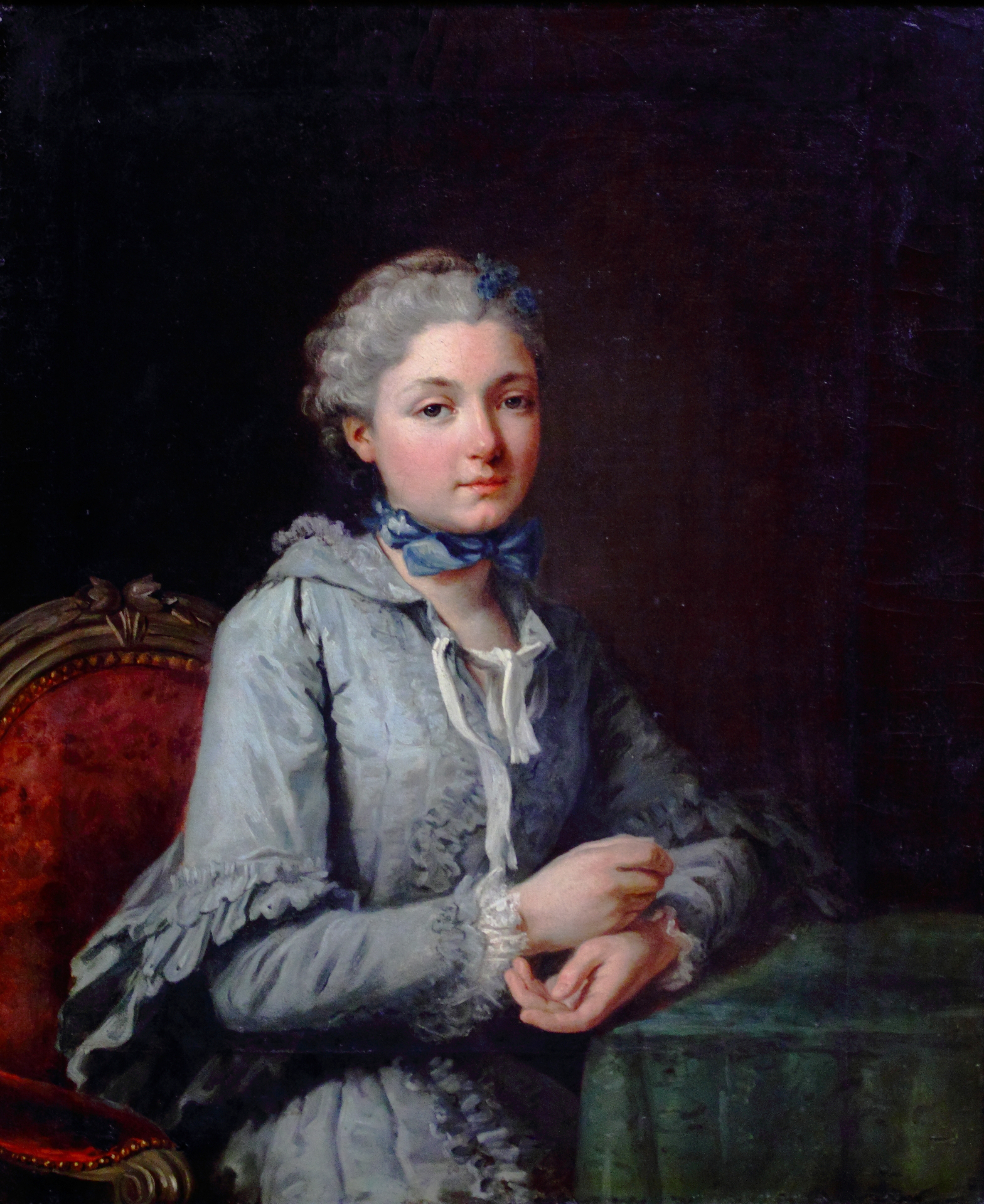
イノサント・ギヨーメット・ド・ロニヴィネン・ド・ピルの肖像画、1762年
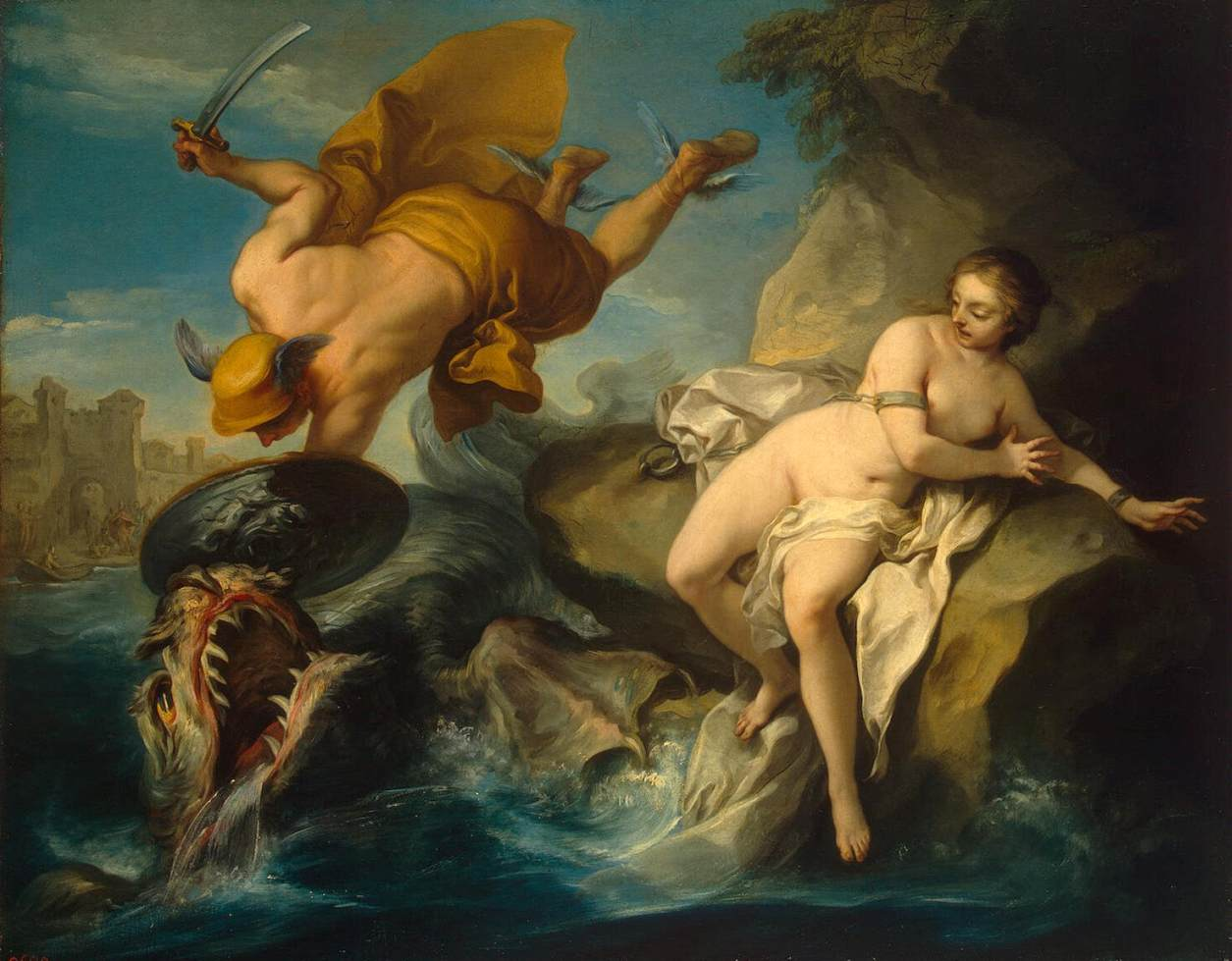
ペルセウスとアンドロメダ
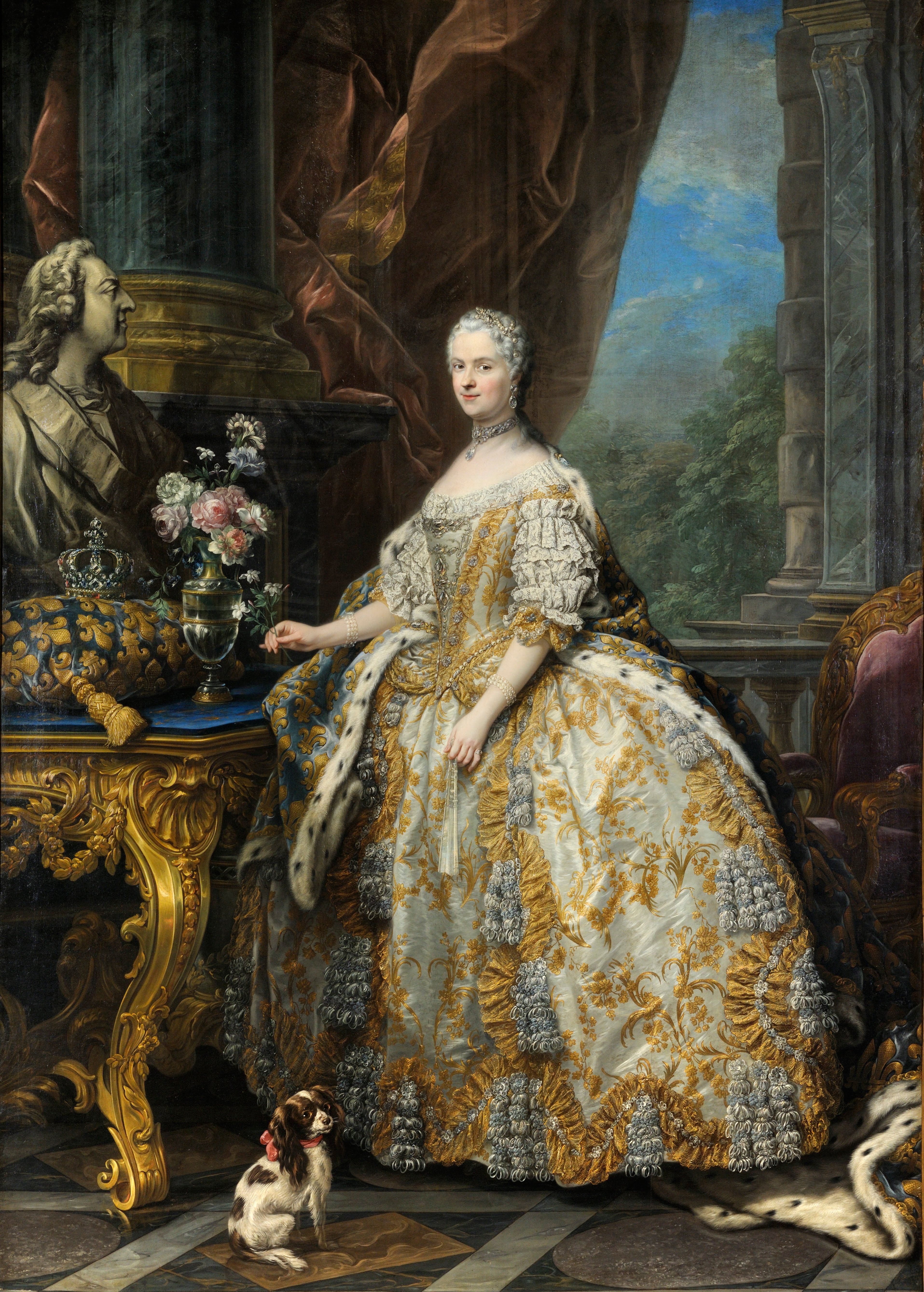
フランス王妃マリー・レクザンスカ（1703年-1768年）、1747年、ヴェルサイユ宮殿
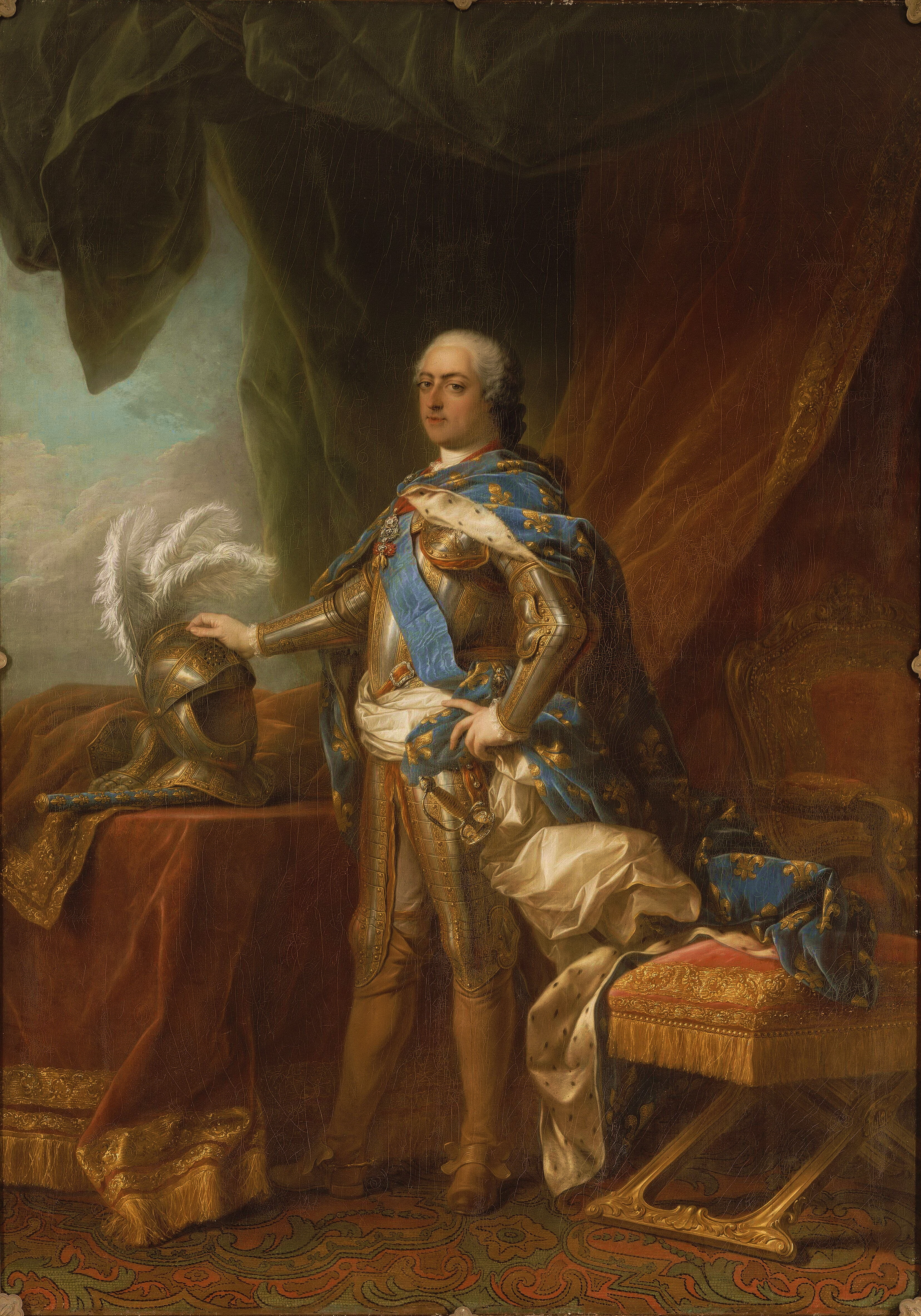
ルイ15世（1710年-1774年）
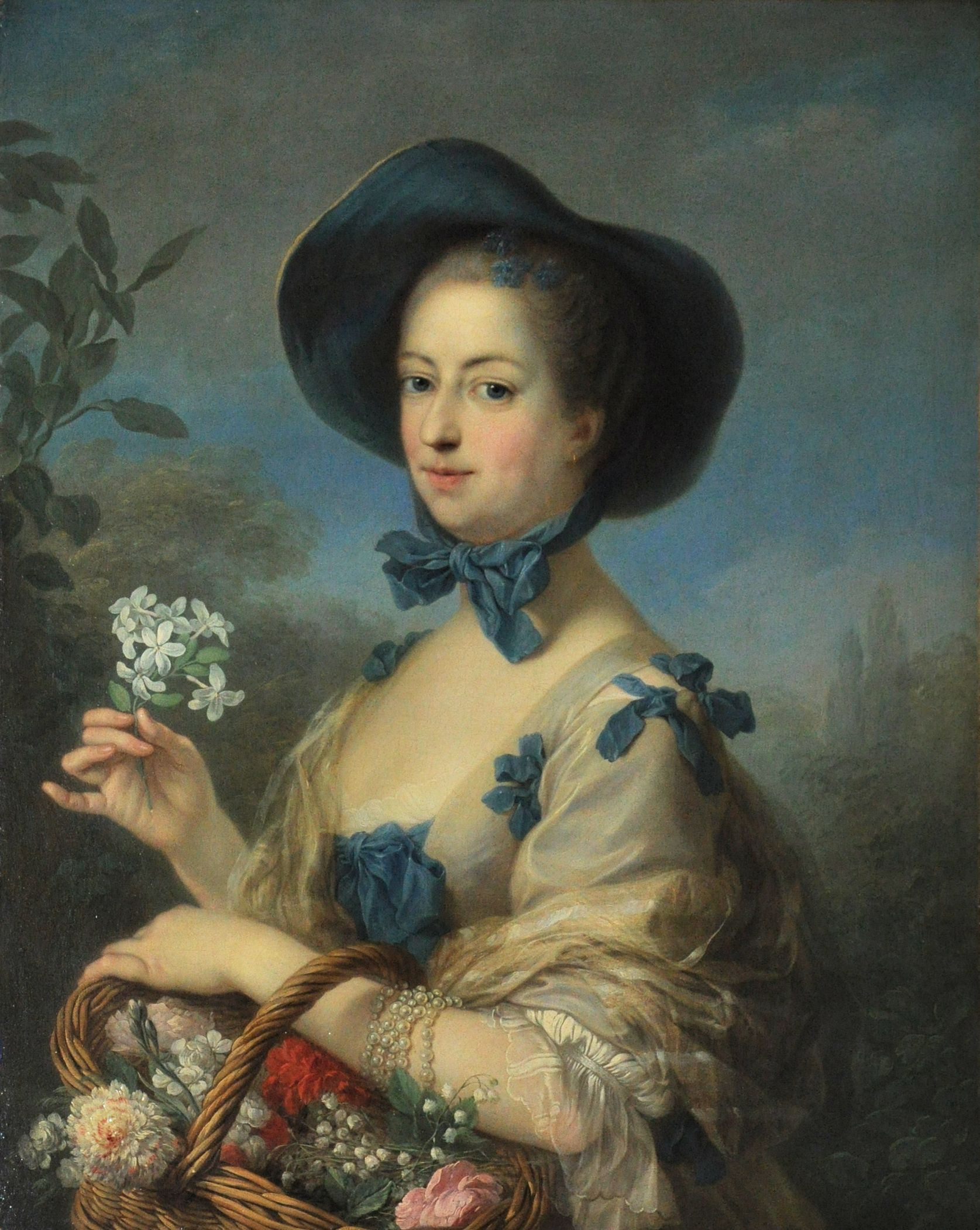
ポンパドゥール侯爵夫人、1754年-1755年、小トリアノン宮殿
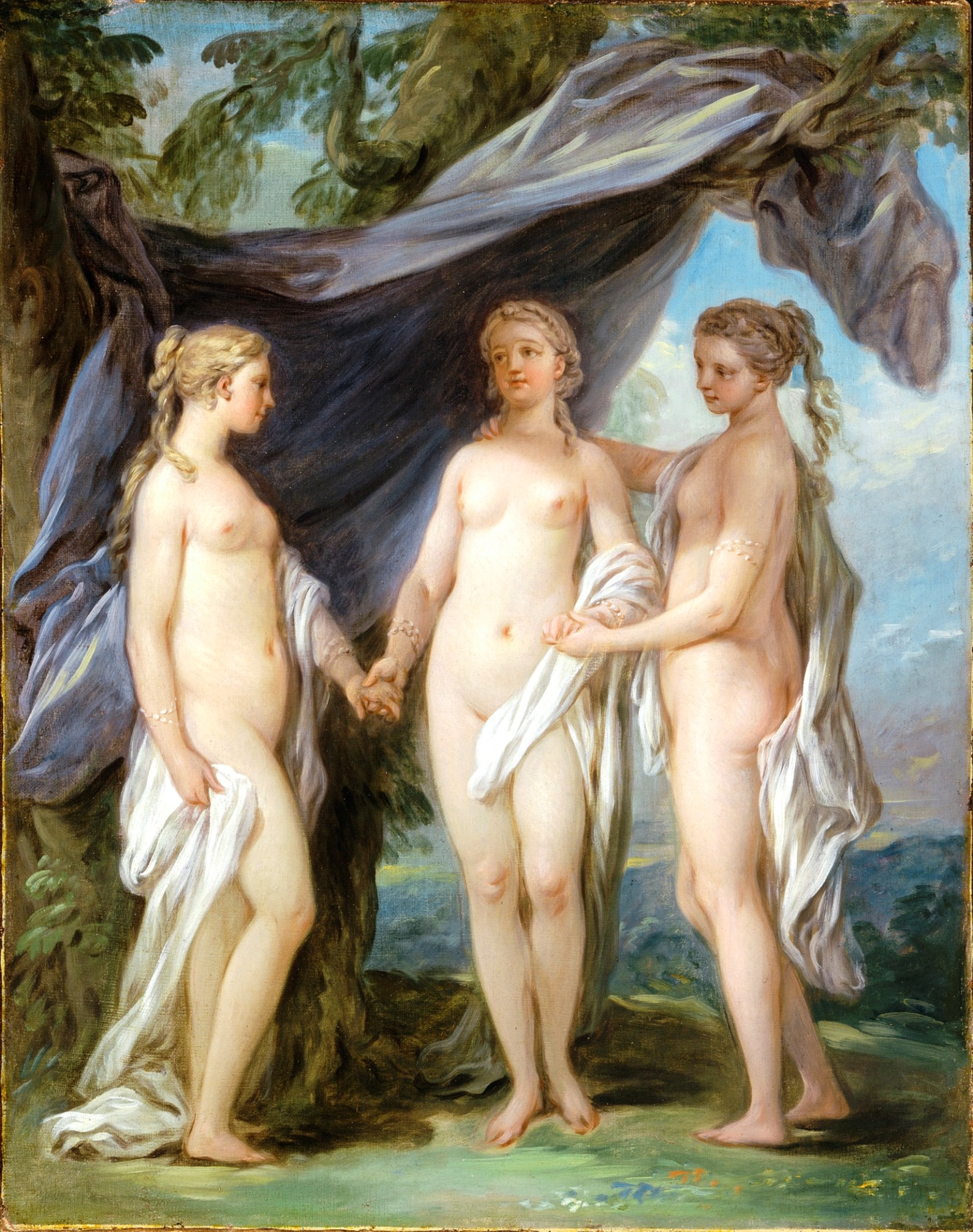
三美神、1763年
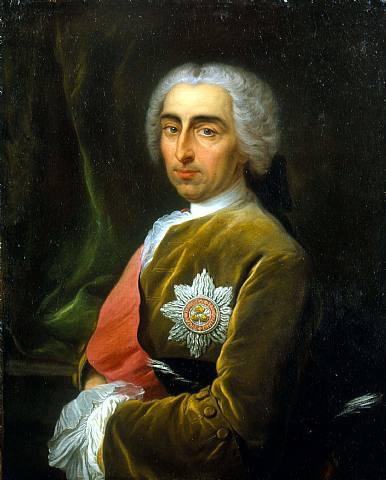
初代ベートマン子爵ウィリアム・ベートマンの肖像画
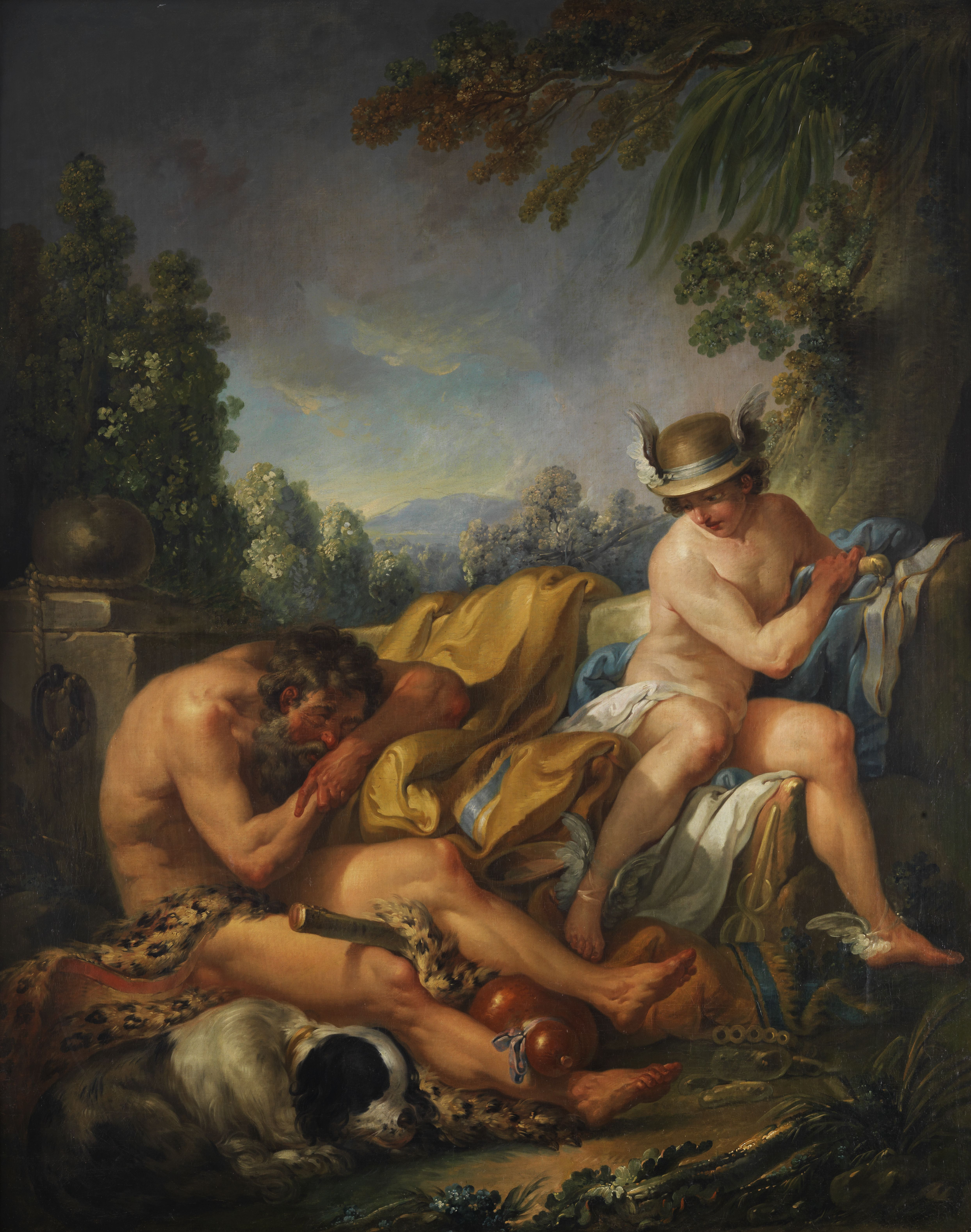
メルクリウスとアルゴス
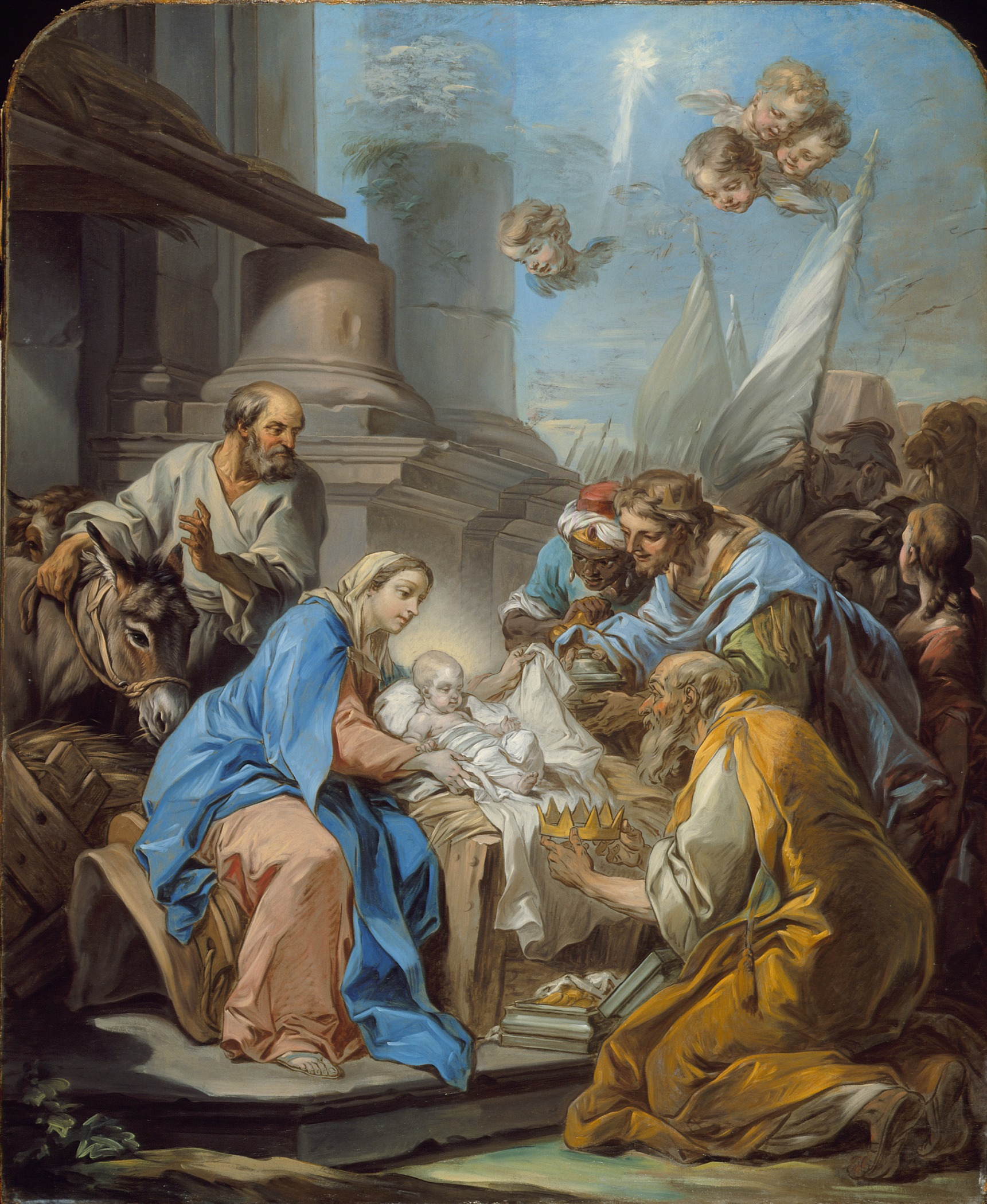
東方三博士の礼拝

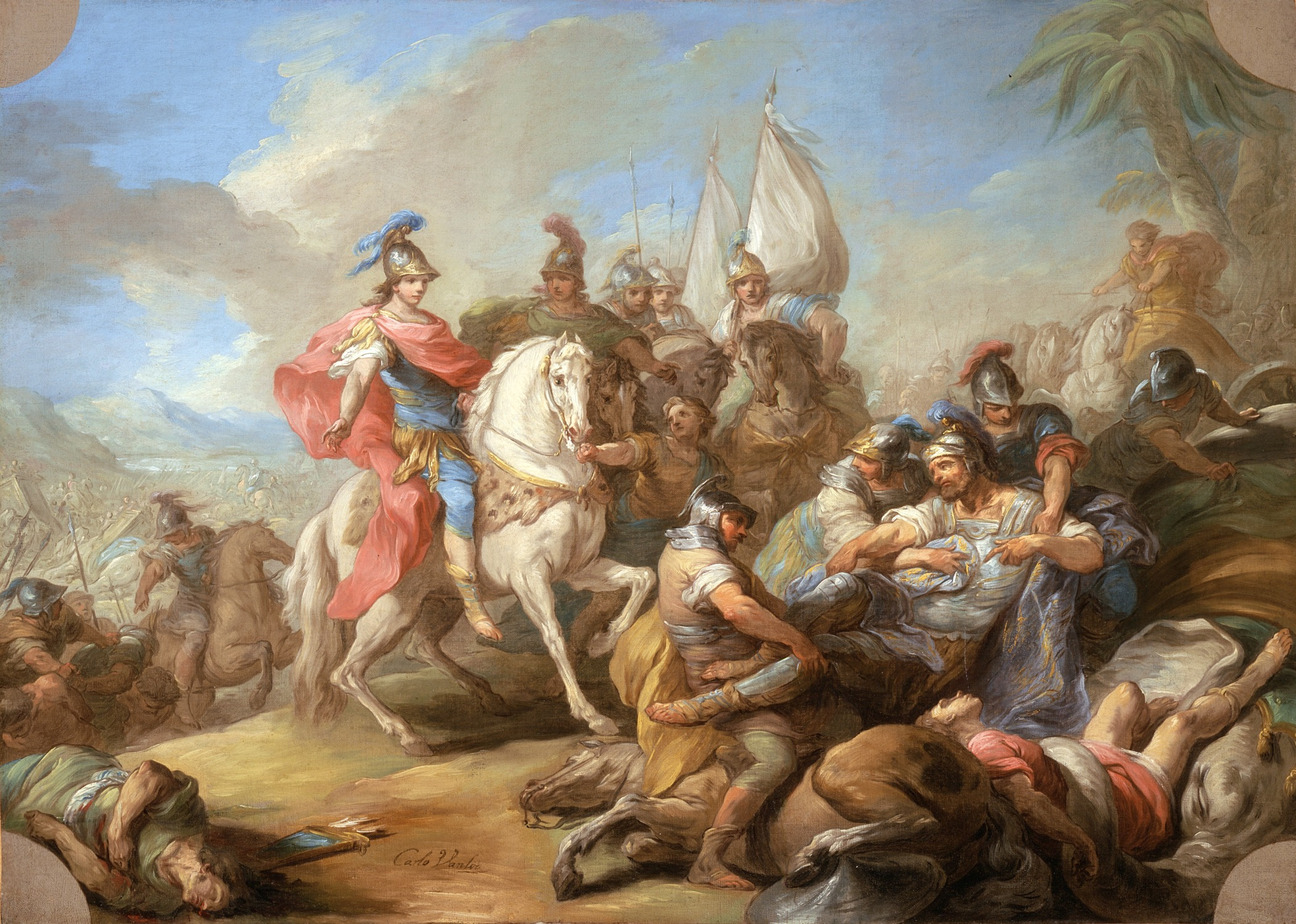
アレクサンドロスのポロスに対する勝利
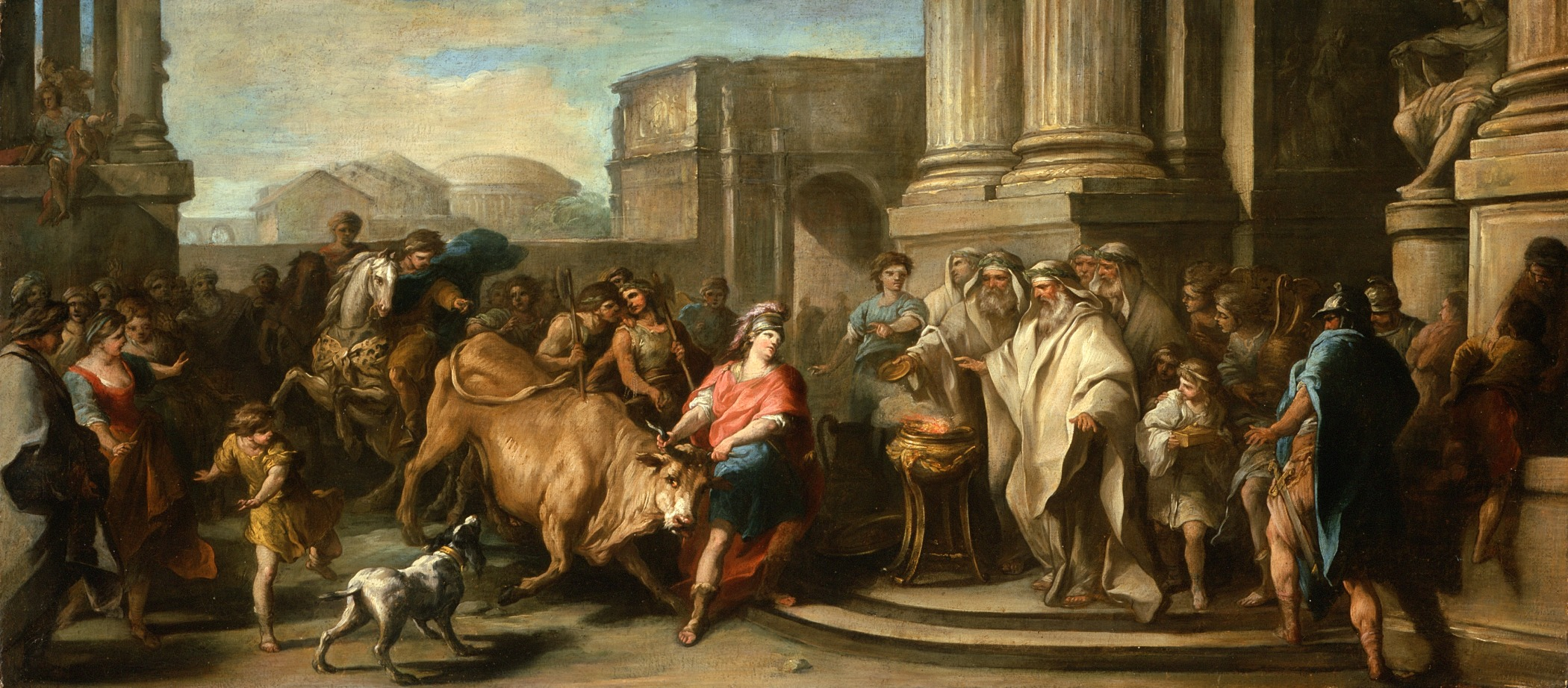
マラトンの牛をならすテーセウス
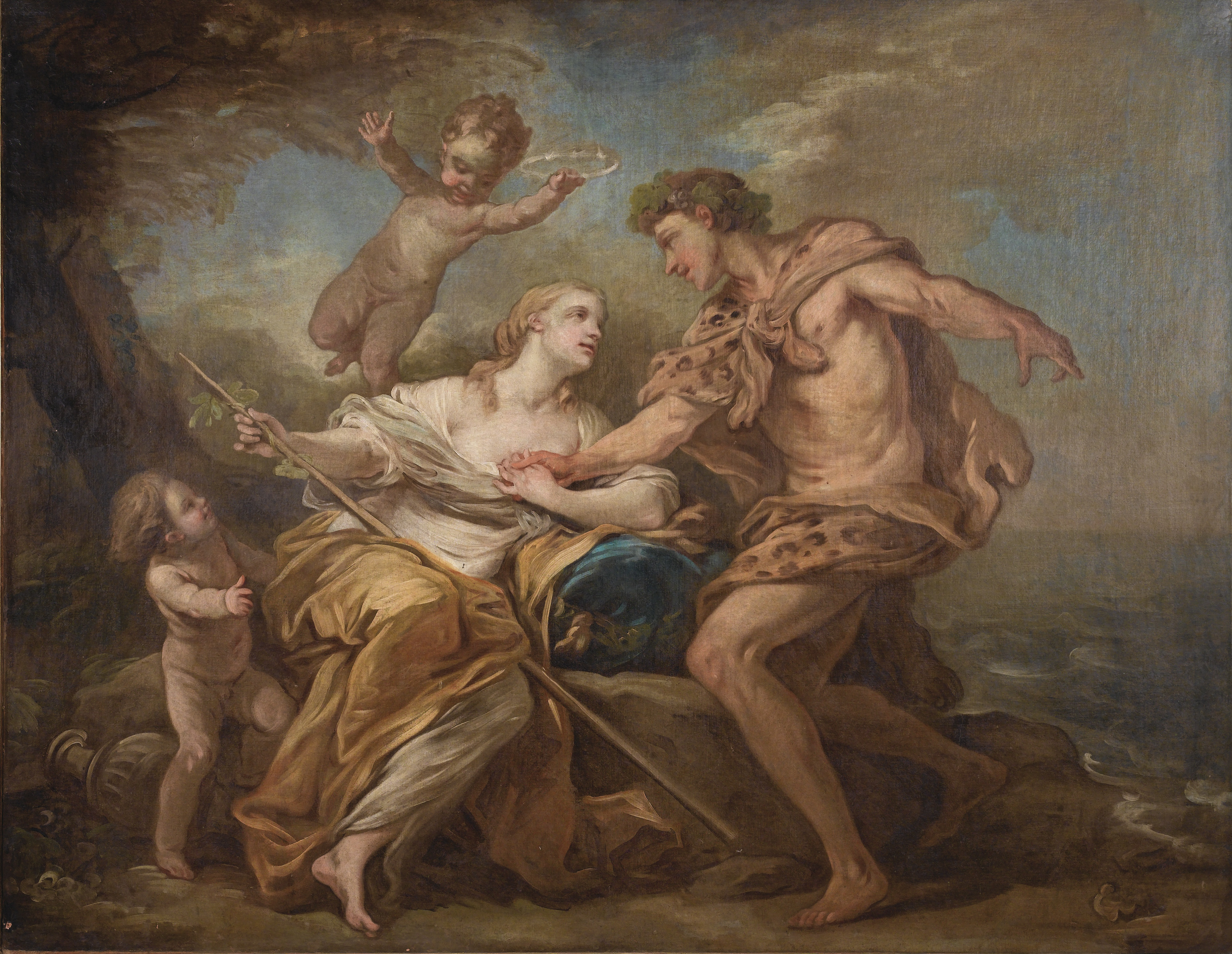
バッカスとアリアドネー